# Otto Pipper
Heinrich Otto Pipper (* 29. August 1895 in Eschwege; † 10. März 1959 ebenda) war ein deutscher Gewerkschafter und Abgeordneter des Provinziallandtages der preußischen Provinz Hessen-Nassau. 

## Leben
Otto Pipper wurde als Sohn des Zigarrenmachers Nikolaus Pipper und dessen Gemahlin Christine Selma Hugo geboren. Nach seiner Schulausbildung erlernte er in seinem Heimatort den Beruf des Zigarrenmachers und organisierte sich im Deutschen Tabak-Arbeiter-Verband. Von Mai 1916 an nahm er an den Kämpfen im Ersten Weltkrieg teil, wurde im Oktober 1919 aus belgischer Kriegsgefangenschaft entlassen und trat in die SPD ein. Pipper wurde 1920 Delegierter des Allgemeinen Deutschen Gewerkschaftsbundes und war von 1920 bis 1933 dessen Erster Bevollmächtigter. Er gehörte zu den Mitbegründern des Reichsbanners Schwarz-Rot-Gold und der Eisernen Front. Am 30. März 1933 erhielt er als Nachfolger des Abgeordneten Karl Küllmer einen Sitz im Kurhessischen Kommunallandtag des Regierungsbezirks Kassel, aus dessen Mitte er zum Abgeordneten des Provinziallandtages der Provinz Hessen-Nassau bestimmt wurde. Im April 1933 wurde er in Schutzhaft genommen. Zum 1. März 1937 trat er der NSDAP bei (Mitgliedsnummer 3.918.002).
In einem Schützenbataillon der Wehrmacht war er Unteroffizier, bevor er 1944 NSDAP-Ortsgruppenleiter in Gießen wurde. Von Mai 1945 bis Januar 1948 wurde er im Lager Darmstadt interniert und musste nach seiner Entlassung eine Soderarbeitsstrafe bei der Stadtverwaltung Eschwege verbüßen. Zuletzt war er Lagerarbeiter im städtischen Bauhof Eschwege.